# Christian Tümpel
Christian Tümpel (1937–2009) est un historien de l'art allemand actif aux Pays-Bas. Il est un spécialiste de Rembrandt.

## Biographie
Christian Tümpel est né en 1937 à Bielefeld.
Il étudie d'abord la théologie et la philosophie avant de poursuivre ses études à Heidelberg où il se spécialise en histoire de l'art et archéologie. Il reçoit son doctorat à Hambourg avec une thèse sur Rembrandt, Studien zur Ikonographie der Historien Rembrandts, qui a été bien reçue.
Il est le coauteur avec son épouse Astrid — également historienne de l'art — de l'exposition « Rembrandt legt die Bibel aus » organisée en 1970 par l'Evangelische Kirche Berlin-Brandenburg et la Berlin Kupferstichkabinett. Le couple est connu pour leurs publications sur l'art et en particulier le catalogue raisonné de 1986,, publié pendant qu'il est professeur à l'Université Radboud de Nimègue.
Christian Tümpel meurt en 2009 à Bad Kissingen.

## Œuvre

### Monographies
- Studien zur Ikonografie der Historien Rembrandts, Phil. Diss., Hambourg, 1968 ;Thèse publiée : « Studien zur Ikonografie der Historien Rembrandts » in : Nederlands Kunsthistorisch Jaarboek, no 20, 1969, p. 107–198.
- (avec Astril Tümpel) Rembrandt. Images and Metaphors, Londres, 1986 ;
- (avec Astril Tümpel) Rembrandt. Mythos und Methode, Königstein i. T., Amsterdam, Anvers, Paris, 1986 ;
- Rembrandt, Kwadraat Monografie, Utrecht, 1992 ;
- Rembrandt. Études iconographiques. Signification et interpretation du contenu des images, Saint Pierre de Salerne, 2004 ;
- Rembrandt, Reinbek, 2006 ;
- Rembrandt en de Bijbel, Zwolle, 2006 ;
- C. und A. Tümpel: Rembrandt. Pictures and Metaphors, Londres, 2006.

### Catalogues d'exposition
- Het Oude Testament in der Schilderkunst van de Gouden Eeuw, cat. exp. Joods Historisch Museum, Amsterdam/Zwolle, 1991 ;
- Im Lichte Rembrandts. Das Alte Testament im Goldenen Zeitalter der niederländischen Kunst, cat. exp. Westfälischen Landesmuseum, Munich/ Joods Historisch Museum, Amsterdam/ Israel Museum, Jerusalem, Zwolle, 1994 ;
- Rembrandt Rembrandt, cat. exp. Musée national de Kyoto, Kyoto 2002-2003 / Städelsches Kunstinstitut, Frankfurt, 2003.